# Pierre Plihon
Pierre Plihon (Nice, 29 oktober 1989) is een Frans boogschutter.

## Carrière
Plihon maakte zijn internationale debuut in 2014 en won een zilveren medaille op de World Cup wedstrijd in Shanghai dat jaar. Het jaar erop won hij brons met het Franse team in Antalya. En in 2017 won hij in Berlijn goud met het Franse team. In 2016 nam hij deel aan de Olympische Spelen zowel individueel waar hij werd uitgeschakeld in de eerste ronde door Mete Gazoz met 5-6. Als met het Franse team, ze werden vijfde, ze versloegen Maleisië met 6-2 maar werden verslagen door Australië met 3-5. Hij nam ook deel aan de Wereldkampioenschappen van 2015, 2017 en 2019, in 2017 won hij met het Franse team zilver. Op de Europese Spelen in 2019 in Minsk won hij goud met het Franse team samen met Thomas Chirault en Jean-Charles Valladont.

## Erelijst

### Wereldkampioenschap
- 2017:  Mexico City (team)

### World Cup
- 2014:  Shanghai (individueel)
- 2015:  Antalya (team)
- 2017:  Berlijn (team)

### Europese Spelen
- 2019:  Minsk (team)